# Invernada (Guarulhos)
Invernada é um bairro da cidade de Guarulhos, na Grande São Paulo, que é bastante carente e define o limite leste do Parque Estadual da Cantareira, na metade norte do distrito. Como principais vias, a Estrada do Elenco, que liga o bairro Parque Petrópolis no Bananal ao bairro do Taboão, passando pelo bairro  Jd. Sta. Ediwirges; e a Estrada do Zircônio, iniciando do Parque Mikail, cortando o bairro Parque Primavera e atravessando o distrito.

## Limites e descrição geográfica
É limitada a oeste pela Av. Silvestre Pires de Freitas, esta avenida subindo a serra até um determinado morro, onde daí ruma ao sul pelo alto dos morros, de trajeto complicado, até o extinto lago do bairro Pq. Primavera, onde traça uma reta para o leste até o Córrego Capão das Sombras, onde segue-se, cruzando a Estrada do Elenco até encontrar o Córrego da Invernada, e segue-se ao norte , até aproximadamente a sua nascente; depois contornando, pelo alto dos morros, o bairro Pq. Mikail até a tal avenida citada primeiramente. Respectivamente, com os distritos de Cabuçu a O, Cabuçu de Cima a NO e N, Tanque Grande a N, NE e L, Bananal a L, SE e S, Taboão a S e SO e o Aeroporto a apenas 175m do limite sul.
Metade Norte:cerca de 60% da área distrital está situada no Parque Estadual da Cantareira e na Serra da Cantareira. Toda essa região está inserida na APA Cantareira.
Metade Sul: está a área em conurbação da imensa periferia da cidade de Guarulhos, contendo Jd. Beveldere, Jd. Sta. Ediwirges, Pq. Primavera, Jd. Panorama e V. União, que, juntadas à parte do Pq. Mikail, Jd. Oliveiras I e Jd. Munira, forma uma das maiores áreas pobres da Grande São Paulo, muitas ruas destes bairros não possuem pavimento e muitas foram pavimentadas recentemente.

## Bairros
- Parque primavera: É um bairro integrante do distrito Invernada, entre os bairros Parque Mikail II (Taboão) e Vila União (Bananal). Situa-se aos pés da Serra da Cantareira, com várias ruas sem asfaltamento, sendo, em conjunto com os bairros vizinhos, uma das maiores áreas carentes da Grande São Paulo]].[1]